# Aeolus Yixuan Max
L'Aeolus Yixuan Max est une berline familiale routière produite par la Dongfeng Motor Corporation sous la sous-marque Aeolus.

## Aperçu
L'Aeolus Yixuan Max (code de projet G35) a été lancée en 2021 lors du Salon de l'auto de Shanghai 2021, avec le langage de conception de la gamme Aeolus pour l'avant et l'arrière.

### Groupe motopropulseur
Les options de moteur de l'Aeolus Yixuan Max sont un moteur essence turbo de 1,5 litre nommé C15TDR avec une puissance maximale de 203 ch et un couple maximal de 320 N m. La transmission est une transmission à double embrayage à 7 rapports. Le modèle hybride comprend une combinaison de groupe motopropulseur à double moteur HD120.

### Technologie
Cette Yixuan Max est équipée du système d'aide à la conduite automatique quasi-L3, qui intègre 28 fonctions auxiliaires. Le système utilise 5 caméras ultra-haute définition, 5 radars à ondes millimétriques et 12 radars à ultrasons pour assurer la sécurité sur un environnement à 360° et il surveille les distances à moins de 200 mètres lorsque le véhicule avance, traverse une intersection, change de voie, roule à grande vitesse et se stationne, etc. Le système d'infodivertissement comprend le dernier système de voiture Windlink 6.0, doté d'une voix intelligente, d'un contrôle intelligent de la voiture et d'un écosystème de voiture riche, de l'audio et de la vidéo CCTV, du karaoké de voiture, du contrôle de voiture Huawei HiCar et Smart View.

### Yixuan Max EV
Une variante électrique est également disponible avec le groupe motopropulseur repris de la Yixuan EV; un seul moteur électrique de 167 ch et une autonomie de 400 km.